# Эргинский Сор
Эрги́нский Сор — пресноводное озеро в Ханты-Мансийском районе Ханты-Мансийского автономного округа — Югры России, в 26 км к западу от села Тюли и в 2 км к северу от озера Перешеечный Сор.
Располагается на высоте 26 м над уровнем моря, в левобережье реки Согом. Форма озера вытянута в широтном направлении; основная котловина находится в восточной части, на севере крупный залив (Чагинский Сор). Площадь озера составляет 63,8 км². Водосборная площадь — 470 км² Длина озера 13,3 км, ширина в восточной части достигает 5,1 км. Берега низменные, заболоченные, местами поросшие тальником, берёзой и сосной. 
Через озеро протекает река Эргинская (бассейн Иртыша), впадая на северо-западе и вытекая на востоке. В центральной части водоёма расположены несколько островов.
В озере обитает язь, щука, карась, окунь; на нерест весной заходит лещ.
В окрестностях озера группа компаний Роснефть ведёт активную геологоразведку и добычу нефти (Эргинский кластер месторождений).